# Leichtathletik-Weltmeisterschaften 1993/Dreisprung der Frauen

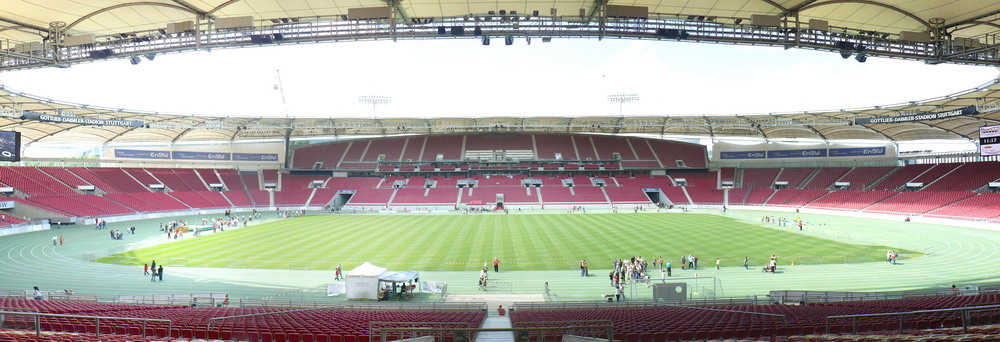
Das Stuttgarter Gottlieb-Daimler-Stadion im Jahr 2007

Der Dreisprung der Frauen bei den Leichtathletik-Weltmeisterschaften 1993 wurde am 20. und 21. August 1993 im Stuttgarter Gottlieb-Daimler-Stadion ausgetragen. Die Disziplin stand für Frauen erstmals auf dem Programm einer großen internationalen Meisterschaft und wurde von da an zum festen Bestandteil auch bei Olympischen Spielen.
Die russischen Dreispringerinnen erzielten in diesem Wettbewerb einen Doppelsieg. Weltmeisterin wurde Anna Birjukowa. Sie gewann vor Iolanda Tschen. Bronze ging an die Bulgarin Iwa Prandschewa.

## Rekorde

### Bestehende Rekorde
| Weltrekord               | 14,97 m                                            | Iolanda Tschen                                     | Moskau, Russland                                   | 18. Juni 1993                                      |
| Weltmeisterschaftsrekord | Noch keine WM-Rekorde, Wettbewerb neu im Programm. | Noch keine WM-Rekorde, Wettbewerb neu im Programm. | Noch keine WM-Rekorde, Wettbewerb neu im Programm. | Noch keine WM-Rekorde, Wettbewerb neu im Programm. |

### Rekordverbesserung
Der Weltmeisterschaftsrekord wurde nach und nach auf zuletzt 15,09 m gesteigert (Anna Birjukowa, Russland, im Finale am 21. August). Damit stellte Anna Birjukowa gleichzeitig einen neuen Weltrekord auf. Sie war die erste Athletin, die weiter als fünfzehn Meter sprang.

## Windbedingungen
In den folgenden Ergebnisübersichten sind die Windbedingungen zu den jeweils besten Sprüngen benannt. Der erlaubte Grenzwert liegt bei zwei Metern pro Sekunde. Bei stärkerer Windunterstützung wird die Weite für den Wettkampf gewertet, findet jedoch keinen Eingang in Rekord- und Bestenlisten.

## Qualifikation
20. August 1993, 11:00 Uhr
28 Teilnehmerinnen traten in zwei Gruppen zur Qualifikationsrunde an. Die Qualifikationsweite für den direkten Finaleinzug betrug 13,75 m. Sechs Athletinnen übertrafen diese Marke (hellblau unterlegt). Nun hätte das Finalfeld mit den sechs nächstplatzierten Sportlerinnen auf die zu erreichende Zahl von zwölf Teilnehmerinnen aufgefüllt werden sollen. Allerdings erhielten in diesem Fall sieben weitere Sportlerinnen die Berechtigung zur Finalteilnahme (hellgrün unterlegt), da es auf Rang zwölf zwei gleich platzierte Athletinnen mit jeweils 13,43 m gab.

### Gruppe A
| Platz | Name               | Nation         | Resultat (m)    |
| 1     | Helga Radtke       | Deutschland    | 14,14 / +0,5 CR |
| 2     | Iolanda Tschen     | Russland       | 14,09 / −0,8    |
| 3     | Šárka Kašpárková   | Tschechien     | 13,98 / −0,8    |
| 4     | Niurka Montalvo    | Kuba           | 13,68 / −0,2    |
| 5     | Ljudmila Ninova    | Österreich     | 13,60 / +0,8    |
| 6     | Michelle Griffith  | Großbritannien | 13,48 / +0,2    |
| 7     | Urszula Włodarczyk | Polen          | 13,43 / −0,3    |
| 8     | Jeļena Blaževiča   | Lettland       | 13,43 / +0,6    |
| 9     | Concepción Paredes | Spanien        | 13,37 / −0,2    |
| 10    | Sheila Hudson      | USA            | 13,29 / −0,2    |
| 11    | Petra Laux         | Deutschland    | 13,22 / +0,5    |
| 12    | Marika Salminen    | Finnland       | 12,69 / −0,2    |
| 13    | Graciela Acosta    | Uruguay        | 11,80 / −0,3    |
| NM    | Ildikó Fekete      | Ungarn         | ogV             |
| DNS   | Sylvie Kabore      | Burkina Faso   |                 |

### Gruppe B
| Platz | Name                | Nation         | Resultat (m) |
| 1     | Inna Lassowskaja    | Russland       | 14,05 / −0,8 |
| 2     | Anna Birjukowa      | Russland       | 13,85 / −0,5 |
| 3     | Iwa Prandschewa     | Bulgarien      | 13,78 / −0,2 |
| 4     | Antonella Capriotti | Italien        | 13,52 / −0,1 |
| 5     | Monica Toth         | Ungarn         | 13,48 / +0,4 |
| 6     | Rachel Kirby        | Großbritannien | 13,33 / −0,1 |
| 7     | Schanna Gurejewa    | Belarus        | 13,30 / +0,5 |
| 8     | Caroline Honoré     | Frankreich     | 13,09 / −0,1 |
| 9     | Renata Nielsen      | Dänemark       | 12,96 / −0,2 |
| 10    | Cynthea Rhodes      | USA            | 12,90 / +0,5 |
| 11    | Althea Moses        | Belize         | 12,17 / +0,1 |
| NM    | Andrea Ávila        | Argentinien    | ogV          |
| NM    | Ermelinda Shehu     | Albanien       | ogV          |
| NM    | Anja Vokuhl         | Deutschland    | ogV          |
| DNS   | Agnieszka Stanczyk  | Polen          |              |

## Finale
21. August 1993, 17:35 Uhr
Hinweis: Das Zeichen x zeigt einen ungültigen Versuch an.
| Platz | Name                | Nation         | Resultat (m)    | 1. Versuch (m)                          | 2. Versuch (m)                          | 3. Versuch (m)                          | 4. Versuch (m)                                | 5. Versuch (m)                                | 6. Versuch (m)                                |
| 1     | Anna Birjukowa      | Russland       | 15,09 / +0,5 WR | 14,62                                   | 14,77                                   | 14,54                                   | x                                             | 15,09                                         | x                                             |
| 2     | Iolanda Tschen      | Russland       | 14,70 / +0,1    | x                                       | 13,78                                   | x                                       | x                                             | 14,48                                         | 14,70                                         |
| 3     | Iwa Prandschewa     | Bulgarien      | 14,23 / −0,2    | 14,05                                   | x                                       | 13,65                                   | 14,07                                         | x                                             | 14,23                                         |
| 4     | Niurka Montalvo     | Kuba           | 14,22 / +0,2    | 13,63                                   | 13,81                                   | 13,76                                   | 13,67                                         | 14,22                                         | 14,18                                         |
| 5     | Helga Radtke        | Deutschland    | 14,19 / +0,1    | x                                       | 13,86                                   | x                                       | 14,01                                         | 13,77                                         | 14,19                                         |
| 6     | Antonella Capriotti | Italien        | 14,18 / −0,1 NR | 14,07                                   | 14,05                                   | 14,01                                   | 14,02                                         | 14,18                                         | 13,79                                         |
| 7     | Šárka Kašpárková    | Tschechien     | 14,16 / +0,1    | x                                       | 13,84                                   | x                                       | 14,09                                         | x                                             | 14,16                                         |
| 8     | Urszula Włodarczyk  | Polen          | 13,80 / +0,8    | 13,80                                   | 13,34                                   | 13,65                                   | 13,71                                         | 13,58                                         | 13,66                                         |
| 9     | Michelle Griffith   | Großbritannien | 13,69 / +0,1    | Ablauf in den Quellen nicht aufgelistet | Ablauf in den Quellen nicht aufgelistet | Ablauf in den Quellen nicht aufgelistet | nicht im Finale der besten acht Springerinnen | nicht im Finale der besten acht Springerinnen | nicht im Finale der besten acht Springerinnen |
| 10    | Jeļena Blaževiča    | Lettland       | 13,57 / ±0,0    | Ablauf in den Quellen nicht aufgelistet | Ablauf in den Quellen nicht aufgelistet | Ablauf in den Quellen nicht aufgelistet | nicht im Finale der besten acht Springerinnen | nicht im Finale der besten acht Springerinnen | nicht im Finale der besten acht Springerinnen |
| 11    | Ljudmila Ninova     | Österreich     | 13,30 / +0,7    | Ablauf in den Quellen nicht aufgelistet | Ablauf in den Quellen nicht aufgelistet | Ablauf in den Quellen nicht aufgelistet | nicht im Finale der besten acht Springerinnen | nicht im Finale der besten acht Springerinnen | nicht im Finale der besten acht Springerinnen |
| 12    | Monica Toth         | Ungarn         | 12,87 / −0,6    | Ablauf in den Quellen nicht aufgelistet | Ablauf in den Quellen nicht aufgelistet | Ablauf in den Quellen nicht aufgelistet | nicht im Finale der besten acht Springerinnen | nicht im Finale der besten acht Springerinnen | nicht im Finale der besten acht Springerinnen |
| NM    | Inna Lassowskaja    | Russland       | ogV             | Ablauf in den Quellen nicht aufgelistet | Ablauf in den Quellen nicht aufgelistet | Ablauf in den Quellen nicht aufgelistet | nicht im Finale der besten acht Springerinnen | nicht im Finale der besten acht Springerinnen | nicht im Finale der besten acht Springerinnen |

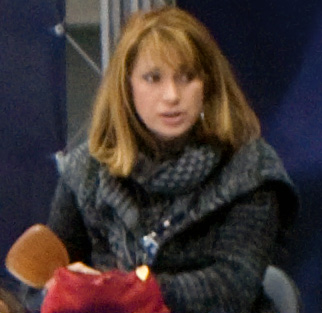
Vizeweltmeisterin Iolanda Tschen (hier im Jahr 2010)
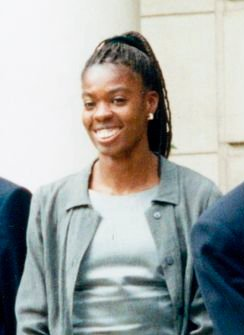
Niurka Montalvo belegte Rang vier
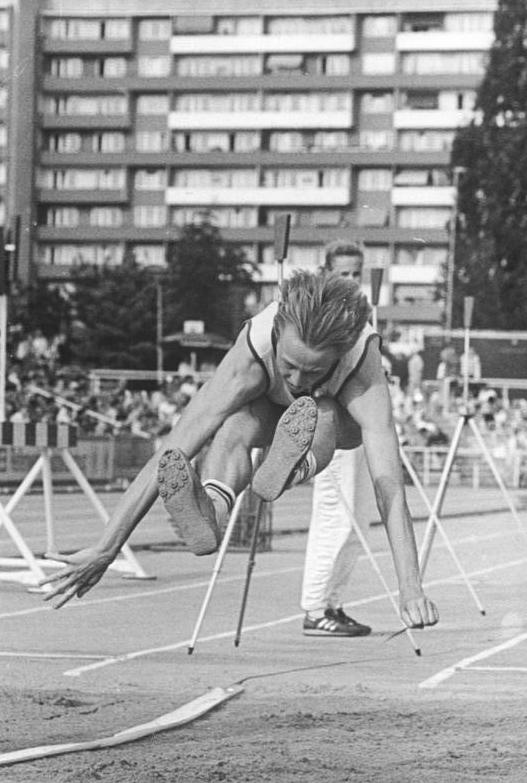
Helga Radtke kam auf den fünften Platz

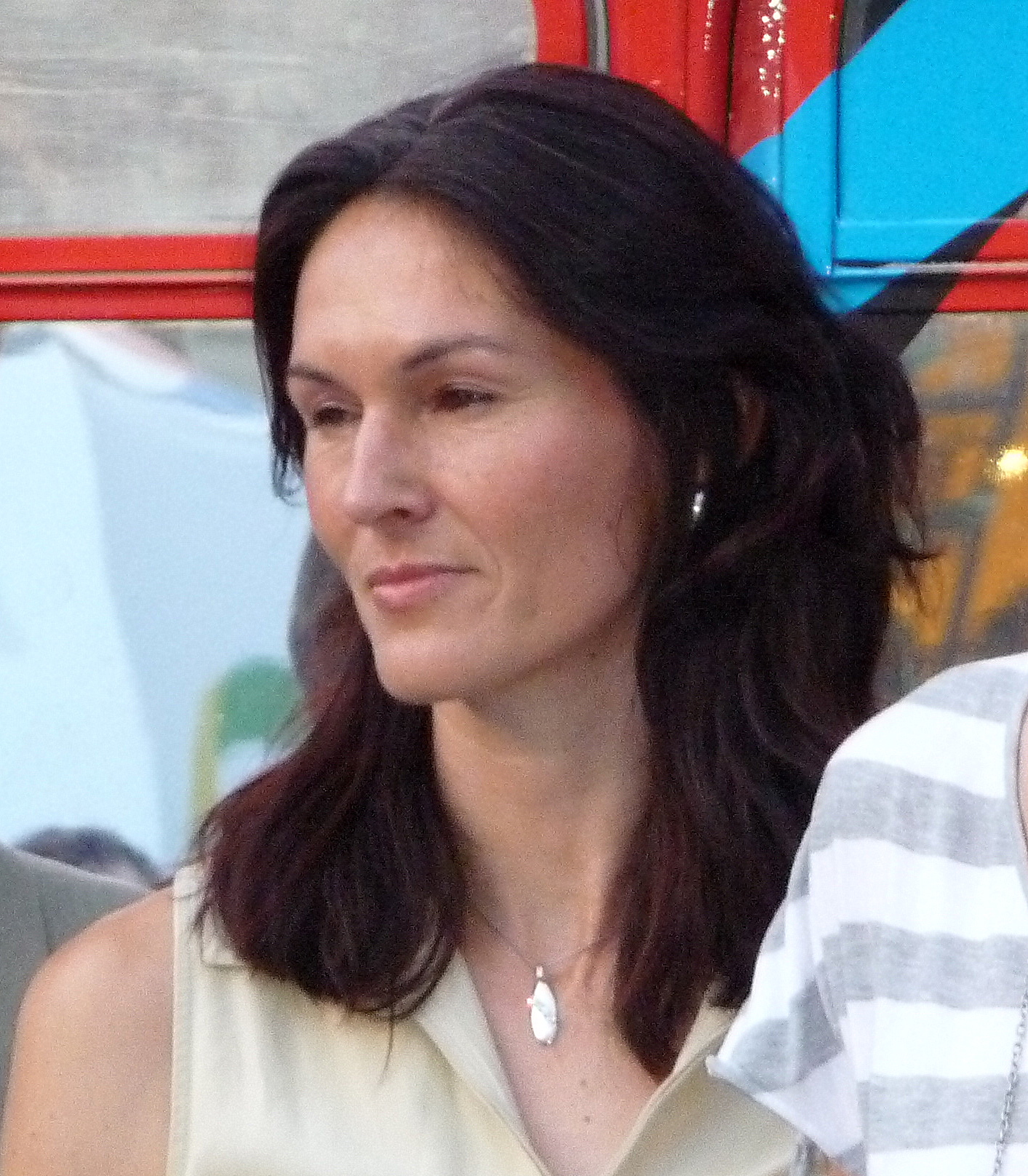
Šárka Kašpárková (Foto: 2011) erreichte Platz sieben
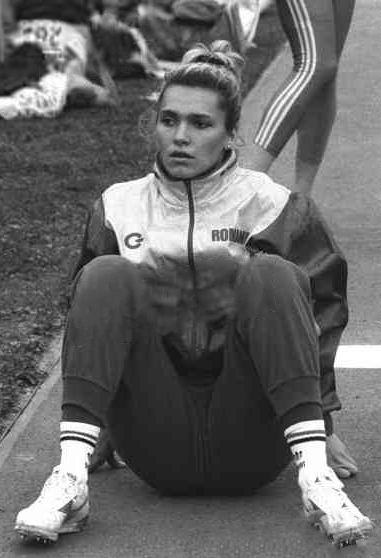
Die zwölftplatzierte Monica Toth

## Video
- World Record - Triple Jump Women Final Stuttgart 1993 auf youtube.com, abgerufen am 20. Mai 2020